# Escut de Torrebesses

Escut oficial de Torrebesses

L'escut oficial de Torrebesses té el següent blasonament:
Escut caironat: de sinople, dues torres acostades i obertes d'or, acompanyades al cap d'un món creuat d'argent cintrat de gules. Per timbre, una corona mural de poble.

## Història
Va ser aprovat el 7 de juliol del 2008 i publicat al DOGC el 21 de juliol del mateix any.
Les dues torres són un senyal parlant relatiu a l'etimologia popular del topònim, que el fa derivar de torres bessones; de fet, Torrebesses ja tenia una torre a l'escut des del segle xix. També era tradicional l'ús del món, emblema de sant Salvador, el patró local.